# Xã Brooklyn, Quận Lee, Illinois
Xã Brooklyn (tiếng Anh: Brooklyn Township) là một xã thuộc quận Lee, tiểu bang Illinois, Hoa Kỳ. Năm 2010, dân số của xã này là 793 người.